# غزوة كش

خريطة تُظهر مدينة كش، في إقليم الصغد (أوزبكستان المُعاصرة).

غزوة كش، هي حملةٌ عسكريةٌ عبَّاسية قادها خالد بن إبراهيم الذهلي في سنة 134هـ / 752م على مدينة كش، من بلاد ما وراء النَّهر، وتحديدًا في إقليم الصغد. خلال هذه الغزوة، قتل الذهلي، ملك كش ويُدعى الأخريد، وهو سامعٌ مُطيع، ثم قتل أصحابه واستولى على كمية ضخمة من الغنائم، تضمنت أواني صينية منقوشة ومُذهَّبة لم يسبق له رؤية مثلها، إضافة إلى السروج ومتاع من الديباج الصيني. نُقلت هذه الغنائم إلى أبي مسلم الخُراساني الذي كان في سمرقند آنذاك. قتل خالد أيضًا عددًا من دهاقين كش واستحيا طاران، أخا الأخريد، وعيَّنهُ ملكًا على كش. بعد انتهاء الحملة، عاد أبو مسلم إلى مرو بعد خوضه معارك في الصغد وبخارى، وأمر ببناء سور سمرقند.

### فهرس المنشورات
1. ↑  ابن الأثير (2005)، ص. 788.

### معلومات المنشورات كاملة
الكتب مرتبة حسب تاريخ النشر
- ابن الأثير الجزري (2005)، الكامل في التاريخ، مراجعة: أبو صهيب الكرمي، عَمَّان: بيت الأفكار الدولية، OCLC:122745941، QID:Q123225171